# Назаров, Владимир Дмитриевич
Влади́мир Дми́триевич Наза́ров  (узб. Vladimir Dmitriyevich Nazarov; род. 8 июня 2002) — узбекистанский футболист, вратарь клуба «Пахтакор».

## Клубная карьера
Является воспитанником академии футбольного клуба «Пахтакор».
С 2023 года выступает за узбекистанский футбольный клуб «Нефтчи» из города Фергана.

## Карьера в сборной
Летом 2022 года Владимир Назаров вместе со сборной Узбекистана (до 23 лет) принимал участие в Кубке Азии U23. В присутствии 32.700 зрителей на центральном стадионе «Пахтакор» вратарь стал одним из героев послематчевой серии пенальти в четвертьфинальной игре против сборной Ирака, отразив удар одного из иракских футболистов, что позволило Узбекистану пройти в следующую стадию турнира  В полуфинальной встрече против сборной Японии (до 23 лет) хозяевам пришлось играть без зрителей, тем не менее голкипер провел на поле все 90 минут, а команда Узбекистана сенсационно выиграла со счетом 2:0, выйдя в финал Кубка Азии до 23 лет . В финальной игре, которая состоялась в воскресенье, 19 июня 2022 года, на стадионе «Бунёдкор», сильнее оказалась сборная Саудовской Аравии до 23 лет — 2:0, Владимир Назаров вышел в стартовом составе своей команды и провел на поле 90 минут, на стадионе в тот день присутствовало 32 тысячи зрителей 
В октябре 2023 года вместе с олимпийской сборной Узбекистана (до 23 лет) завоевал бронзовые медали Азиатских игр в Хуанчжоу. На турнире Назаров провел 5 игр и пропустил всего 3 мяча, сыграв 3 матча на ноль . После окончания турнира принимал участие в товарищеской игре против молодежной сборной Испании (до 23 лет). Матч завершился вничью — 0:0 

## Достижения
Командные
- Серебряный призер Кубка Азии (до 23 лет) 2022 года
- Бронзовый призёр Азиатских Игр 2022 года [4]